# Big beat
Big beat of chemical beats is een elektronische muziekstijl die meestal gebruikmaakt van zware breakbeats en synthesizer-gegenereerde loops en patronen.
De term werd in de jaren 1990 door de Britse muziek-pers gebruikt om het werk van The Chemical Brothers aan te duiden. De term is later verder gedefinieerd door het werk van Fatboy Slim. Big beat wordt gekenmerkt door vervormde breakbeats, meestal met een tempo van 110 tot 135 beats per minute, acid-achtige synthesizers, punk-achtige vocals en baslijnen met conventionele pop- en technostructuren.

## Geschiedenis
In de jaren 1990, toen elektronische muziek vaak uit kunstmatige en repetitieve drum beats gemixt met een drummotief bestond, verwerkte The Chemical Brothers, in navolging van bands als Meat Beat Manifesto, rock-achtige drummotieven in hun dancemuziek. De term big beat bleef hangen en verschillende artiesten en bands werden onder deze noemer geschaard, met als belangrijkste Bentley Rhythm Ace, Lionrock, Monkey Mafia, Death in Vegas en David Holmes.
Andere big beat-artiesten zijn Overseer, Mr. Oizo, veel artiesten bij de Skint en Wall of Sound-labels en tot op zekere hoogte het latere werk van The Prodigy. Rond de tijd van de release van het album Fat of the Land van laatstgenoemde, in 1997, was de muziekpers er meer toe geneigd de wat algemenere term elektro te gebruiken en tegenwoordig wordt de term big beat nog maar weinig gebruikt.

## Belangrijke artiesten
- Algorythmik
- Bentley Rhythm Ace
- Boom Boom Satellites
- The Chemical Brothers
- The Crystal Method
- Death in Vegas
- David Holmes
- Fatboy Slim
- FC Kahuna
- Lionrock
- Monkey Mafia
- Mr. Oizo
- Overseer
- Propellerheads
- Sound Tribe Sector 9
- Girl Eats Boy